# Hypodynerus rufotegulatus
Hypodynerus rufotegulatus är en stekelart som först beskrevs av Edoardo Zavattari 1912.
Hypodynerus rufotegulatus ingår i släktet Hypodynerus och familjen Eumenidae. Inga underarter finns listade i Catalogue of Life.